# Università nazionale di musica (Bucarest)
L'Università nazionale di Bucarest (U.N.M.B.) è un'istituzione educativa, indicata abitualmente come Conservator Ciprian Porumbescu din București; (Conservatorio Ciprian Porumbescu) o talvolta come Academia de Muzică București (Accademia di musica di Bucarest).

## Storia
L'istituzione è stata fondata nel 1864 con decreto firmato dal principe Alexandru Ioan Cuza e controfirmato dal Primo ministro Mihail Kogălniceanu; è l'unica scuola universitaria di Bucarest iscritta all'educazione musicale di Stato. Ha iniziato a operare il 6 ottobre 1864 sotto il nome di Conservatorio di musica e recitazione e condotta dal compositore Alexandru Flechtenmacher.
A partire dal 1907, l'ente venne rinominato in Conservatorio di musica e arte drammatica.
Il 17 luglio 1931 fu trasformata nell'Accademia reale di musica e arte drammatica. Durante il periodo 1950-1990 l'istituzione è stata nominata Conservatorio "Ciprian Porumbescu". Nel periodo 1990-1998 l'istituzione ha funzionato sotto il nome di Accademia di musica di Bucarest. Tra il 1998 e il 2001 è stata nominata Università di musica di Bucarest. Con una decisione del governo nel gennaio 2001, è divenuta Università nazionale di musica di Bucarest.

## Struttura
L'università dispone di due facoltà: 
- Composizione musicale, musicologia e pedagogia
- Interpretazione musicale

## Rettore
- Dan Dediu (dal 2009)